# Xylotrechus lautus
Xylotrechus lautus là một loài bọ cánh cứng trong họ Cerambycidae.